# Audi LeMans Quattro
Audi LeMans Quattro – prototyp dwudrzwiowego coupé z centralnie umieszczonym silnikiem V10 FSI  przedstawionego na targach motoryzacyjnych we Frankfurcie w roku 2003. Podczas salonu samochodowego IAA 2003 miała miejsce premiera Audi Le Mans Quattro, trzeciego w roku 2003 prototypu stworzonego przez Audi. Model ten wyznaczył kierunek dalszego rozwoju stylistyki Audi. Jest ono przykładem połączenia inspirującego designu z techniką, która trzykrotnie doprowadziła Audi do triumfu w 24-godzinnym wyścigu Le Mans

## Opis modelu
Prototyp nawiązuje stylistyką do konceptu Audi Nuvolari quattro pokazanego podczas salonu w Genewie (2003).  Le Mans mierzy tylko 4,37 m długości, 1,25 m wysokości i 1,90 m szerokości. Rozstaw osi wynosi 2,65 m. Masę udało się ograniczyć do 1530 kg przez zastosowanie aluminiowej ramy przestrzennej (ASF) i włókien węglowych. W konstrukcji karoserii zastosowano aluminium i włókno węglowe. We wnętrzu dominują: aluminium, kauczuk i skóra.

## Dane techniczne
- Silnik 5.2 FSI
  - Pojemność skokowa: 5204 cm³
  - Moc maksymalna: 610 KM (449 kW) przy 6800 obr./min
  - Maks. moment obrotowy: 750 Nm przy 5800 obr./min
- Podwozie
  - Hamulce przód/tył: tarcze wentylowane/tarcze wentylowane
  - ABS i ASR
- Wymiary i masy
  - Rozstaw osi: 2651 mm
  - Wymiary: 4371/1905/1250
  - Masa własna: 1530 kg
  - Pojemność bagażnika: 100 l
  - Pojemność zbiornika paliwa: 75 l
- Osiągi
  - Przyśpieszenie 0-100km/h: 3,7 s
  - Przyśpieszenie 0-200km/h: 10,8 s
  - Prędkość maksymalna: 345 km/h, ustawiono ogranicznik prędkości do 250 km/h